# Béla Las-Torres
Béla von Las-Torres (Budapest, 20 d'abril de 1890 – Herceg Novi, Montenegro, 12 d'octubre de 1915) va ser un nedador hongarès que va competir a començament del segle xx. Morí en acció durant la Primera Guerra Mundial.
El 1908 va prendre part en els Jocs Olímpics de Londres, on guanyà la medalla de plata en els relleus 4x200 metres lliures, junt a József Munk, Imre Zachár i Zoltán Halmay. També diputà els 400 metres lliures del programa de natació, on fou eliminat en sèries.
Quatre anys més tard va disputar els Jocs d'Estocolm. Allà participà en tres proves del programa de natació: els 400 i 1500 metres lliures, i els relleus 4x200 metres lliures. Sols en els 400 metres, on fou cinquè, arribà a la final.
En el seu palmarès també destaquen 17 campionats hongaresos en diferents distàncies d'estil lliure.